# Sonny Rollins
Walter Theodore "Sonny" Rollins (født 7. september 1930) er en amerikansk tenorsaxofonist. Rollins anses som en af de vigtigste og mest indflydelsesrige jazzmusikere. Han trak sig tilbage i 2014 i en alder af 84 år.
I sin karriere har Rollins indspillet over 60 album som orkesterleder og flere af hans kompositioner, herunder "St. Thomas", "Oleo", "Doxy" og Airegin", er i dag jazz-standarder. Rollins er blevet kaldt "den største nulevende improvisatør". Som følge af helbredsproblemer stoppede Rollins med at optræden offentligt i 2012 og han trak sig definitivt tilbage i 2014.

## Opvækst
Rollins blev født i New York City som bar af forældre fra Virgin Islands. Han voksede op som den yngste af tre søskende i det centrale Harlem og i Sugar Hill i Harlem. Han fik sin første altsaxofon da han var syv eller otte.
Rollins begyndte at spille piano, men skiftede til altsaxofon efter inspiration fra Louis Jordan og senere i 1946 til tenorsaxofon efter inspiration for hans idol Coleman Hawkins. 

## Karriere

### 1949–1960
Efter at være færdig med high school i 1948 begyndte Rollins at optræde professionelt. Hans første indspilning fandt sted i 1949 som "sideman" med bebop-sangeren Babs Gonzales. Kort efter gjorde han sig bemærket som saxofonist på indspilninger med J. J. Johnson, Bud Powell, Fats Navarro og Roy Haynes.
I begyndelsen af 1950 blev Rollins arresteret for væbnet røveri og afsonede en fængselsdom på 10 måneder, hvorefter han blev prøveløsladt. Han blev senere genindsat, da han havde brudt prøvevilkårene som følge af brug af heroin. Mellem 1951 og 1953 indspillede han med Miles Davis, The Modern Jazz Quartet, Charlie Parker og Thelonious Monk. Han fik sit gennembrud i 1954, hvor han indspillede sine kompositioner "Oleo", "Airegin" og "Doxy" med en kvintet under ledelse af Miles Davis, der også omfattede pianisten Horace Silver; disse indspilninger er medtaget på albummet Bags' Groove.
Rollins var kortvarigt medlem af The Miles Davis Quintet i sommeren 1955. Senere på året blev han medlem af The Clifford Brown–Max Roach Quintet. Efter Clifford Brown og kvintettens pianist Richie Powell omkom ved en bilulykke i juni 1956 indspillede Rollins album i eget navn på pladeselskaberne Prestige Records, Blue Note, Riverside og på Los Angeles pladeselskabet Contemporary.
Hans kritikerroste album Saxophone Colossus blev indspillet den 22. juni 1956. Albummet indeholder hans mest kendte komposition "St. Thomas". St. Thomas indeholder calypso-rytme, som Rollins senere ofte anvendte og son anses som et af hans bidrag til jazzen. I 1956 indspillede han Tenor Madness med Davis' gruppe – pianist enRed Garland, bassisten Paul Chambers og trommeslageren Philly Joe Jones. Titelnummeret er den eneste indspilning med Rollins, hvor han spiller sammen med John Coltrane, der også var medlem af Davis' gruppe.
Sidst på året medvirkede Rollins på Thelonious Monks album Brilliant Corners og indspillede sit første album på Blue Note Records, Sonny Rollins, Vol. 1, med Donald Byrd, Wynton Kelly, Gene Ramey og Roach.
I slutningen af 1950'erne spillede Rollins med bl.a. bassisten Wilbur Ware og trommeslageren Elvin Jones samt Horace Silver, Art Blakey, Sonny Stitt og Dizzy Gillespie. I 1957 fik han debut i Carnegie Hall. Han medvirkede i 1958 på det ikoniske foto "A Great Day in Harlem", hvor en række fremtrædende jazzmusikere fra New York er fotograferet. Han er den eneste af musikerne der i dag (pr. december 2024) fortsat er i live.
Han turnerede i Europa i 1959, hvor optagelserne siden er udgivet på et livealbum Sonny Rollins Trio – Live In Europe 1959.

### 1960 - 1971
I slutningen af 1959 og indtil november 1961 holdt Rollins pause i sine aktiviteter.
Efter sin tilbagevenden udsendte han i 1962 sit "comeback" album The Bridge på RCA Victor. Albummet er et af Rollins bedst sælgende og det blev i 2015 optaget i The Grammy Hall of Fame.
Han turnerede i 1960'erne i bl.a. Europa og i Japan. Under turneerne kom han også flere gange til København; optagelser herfra er udgivet på Sonny Rollins / Don Cherry Quartet – The Complete 1963 Copenhagen Concert og Sonny Rollins – The Full Session In Copenhagen 1968
Han udsendte flere album i 1960'erne, herunder albummet East Broadway Run Down fra 1966, men efter udgivelsen af dette album, holdt Rollins en pause i studieindspilninger i seks år. I 1969 holdt Rollins en pause også med optrædener. I en periode på to år dyrkede han yoga og studere østlig filosofi i Indien.

### 1971–2000
Rollins vendte tilbage med optrædener i 1971 med en koncert i Kongsberg i Norge og udgav i 1972 albummet Next Album. Han var i 1970'erne og 1980'erne tiltrukket af R&B, pop, og funk og nogle af hans bands i perioden havde medvirken af elektrisk guitar, elektrisk bas og mere pop- eller funkorienterede trommeslagere. I 1978 turnerede han med McCoy Tyner, Ron Carter og Al Foster som The Milestone Jazzstars og i juni samme år spillede han sammen med flere andre jazzmusikere for den amerikanske præsident Jimmy Carter på plænen ved Det Hvide Hus.
Det var også i den periode, hvor Rollins dyrkede sin passion for saxofonsoloer uden akkompagnement. Han optrådte solo i 1979 i The Tonight Show og udgav i 1985 The Solo Album optaget live på Museum of Modern Art i New York.
I 1980'erne havde Rollins opgivet at spille i mindre klubber og spillede primært i større koncerthuse og udendørsarenaer. Han spillede (ukrediteret) på tre The Rolling Stones-sange på Stones album fra 1981 album Tattoo You, herunder singlen "Waiting on a Friend" og det lange jam "Slave". 
New York City Hall dedikerede den 13. november 1995 til "Sonny Rollins Day", og Rollins spillede nogle dage senere på New York City's Beacon Theatre med en række af de musikere, som han havde spillet med i sine unge år.
Han blev i 1997 af læserne af magasinet Down Beat valgt til "Jazz Artist of the Year".

### 2001–2014
Rollins modtog i 2002 en Grammy Award for "Best Jazz Instrumental Album" for albummet This Is What I Do. I 2004 modtog han en Grammy Award for lifetime achievement. Han modtog i 2006 yderligere en Grammy for "Best Jazz Instrumental Solo" for soloen på "Why Was I Born?" på livealbummet Without a Song: The 9/11 Concert. Samme år blev han af læserne af Down Beat kåret i tre kategorier: "Jazzman of the Year", "#1 Tenor Sax Player", og "Recording of the Year" for albummet Without a Song: The 9/11 Concert. 
Rollins turnerede i 2000'erne over det meste af verden. Flere af koncerterne er optaget og siden udgivet på livealbum.
Rollins modtog i 2010 National Medal of Arts og The Edward MacDowell Medal.
Rollins opgav i 2012 at optræde offentligt som følge af helbredsproblemer og trak sig definitivt tilbage i 2014.